# Euproctis erythropoecila
Euproctis erythropoecila är en fjärilsart som beskrevs av Collenette 1933. Euproctis erythropoecila ingår i släktet Euproctis och familjen tofsspinnare. Inga underarter finns listade i Catalogue of Life.